# NGC 6861
NGC 6861 è una galassia lenticolare situata nella costellazione del Telescopio.
È il secondo oggetto più luminoso della costellazione. A differenza della maggior parte delle galassie lenticolari, che tendono ad essere per lo più prive sia di gas che di polvere, NGC 6861 mostra uno spesso anello oscuro di polvere attorno al nucleo in cui si sta verificando la formazione di stelle. La galassia fu scoperta dall'astronomo scozzese James Dunlop, nel 1826.